# Jonas Jessue da Silva Júnior
Jonas Jessue da Silva Júnior, genannt Jonas, (* 10. November 1987 in Votuporanga) ist ein ehemaliger brasilianischer Fußballspieler. Der Beidfüßer wurde alternativ als rechter- oder linker Abwehrspieler eingesetzt.

## Karriere
Jonas begann seine Laufbahn im Nachwuchsbereich des AD São Caetano. Bei diesem schaffte er auch den Sprung in den Profifußball. In der Série A 2006 bestritt er am 16. April 2006 gegen Cruzeiro Belo Horizonte sein erstes Spiel in Brasiliens höchster Spielklasse. In derselben Saison erzielte er auch sein erstes Profitor. Beim 3:0-Sieg über den Santa Cruz FC erzielte Jonas in der 51. Minute das 2:0. Am Saisonende musste sein Klub als Vorletzter absteigen. Joans wechselte zum Vizemeister SC Internacional. Hier blieb er bis Ende 2009 unter Vertrag und wechselte danach nahezu jährlich den Klub, wobei er im Ligabetrieb immer in der Série A spielen konnte. So wechselte er am Ende der Série A 2016 nach dem Abstieg seines Klubs América Mineiro in die Série B, für die Série A 2017 zum Botafogo FR, welcher in der Série A spielte. Aufgrund einer Knieoperation bestritt er nur zwei Spiele in der Staatsmeisterschaft und drei in der Copa Libertadores 2017. Den Rest der Saison fiel er aus.
Anfang Mai 2018 wechselte Jonas zum Joinville EC. Der Kontrakt wurde im Juli 2018 vorzeitig beendet. Grund war die vorzeitige Entlassung des Trainers von Joinville, infolge dessen auch mehrere Spieler den Klub verlassen mussten. Zur Saison 2019 bekam Jonas einen neuen Kontrakt beim Ituano FC. Zur Meisterschaft 2019 in der Série B ging Jonas auf Leihbasis zum Cuiabá EC.

## Erfolge
Internacional
- Staatsmeisterschaft von Rio Grande do Sul: 2008

Sport
- Staatsmeisterschaft von Pernambuco: 2009

Botafogo-SP
- Staatsmeisterschaft von São Paulo Interior: 2010

Coritiba
- Staatsmeisterschaft von Paraná: 2011, 2012

América
- Staatsmeisterschaft von Minas Gerais: 2016